# اپاوالا
اپاوالا (به لاتین: Eppawala) یک منطقهٔ مسکونی در سری‌لانکا است که در ناحیه انورادهاپورا واقع شده‌است. اپاوالا ۱۰۶ متر بالاتر از سطح دریا واقع شده‌است.